# Désert du Kumtagh

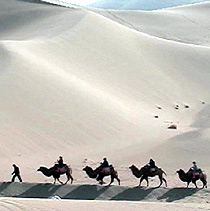
Désert du Kumtagh

Le désert du Kumtagh  (chinois : 库姆塔格沙漠 ; pinyin : Kùmǔtǎgé Shāmò, « kum-tagh » signifiant « montagne de sable » dans plusieurs langues turciques) est un relief aride du nord-ouest de la Chine, déclaré parc national en 2022.

## Définition

### Large
Le bassin du Tarim, avec en son centre le désert du Taklamakan, est délimité au nord, à l'ouest et au sud par des montagnes. A l'est, le Kumtagh est une plaine ininterrompue d'environ 160 km du nord au sud qui s'étend du Taklamakan à la province du Gansu et à la Mongolie. De nombreuses cartes modernes ne montrent pas de Kumtagh dans ce sens, ce qui implique que l'usage est peut-être dépassé.
Le désert de Kumtagh est une section du désert du Taklamakan qui se trouve à l'est-sud-est du désert de Lop (en). Il est bordé par Dunhuang à l'est, Tian Shan au nord et a une superficie de plus de 22 800 km2. Sa bordure sud est marquée par un labyrinthe de collines, parsemées en groupes et en grappes irrégulières. Entre celles-ci et l'Altyn-Tagh se trouve une large vallée latitudinale, sillonnée de cours d'eau qui descendent des contreforts de l'Altyn-Tagh. Le raisin et d'autres productions sont cultivés dans les oasis des zones de faible altitude. Ailleurs, le désert abrite des plantes désertiques broussailleuses, l'eau ne les atteignant parfois  qu'à des intervalles de quelques années. Cette partie du désert présente une pente générale vers le nord-ouest, en direction de la dépression relative du Kara-koshun. 
Une caractéristique notable du Kumtagh est la présence de grandes accumulations de sable de dérive, en particulier au pied des chaînes de montagnes désertiques, où il s'élève en dunes allant jusqu'à 76 m de hauteur et grimpe sur les flancs des chaînes elles-mêmes.
Administrativement, le désert est inclus dans le xian de Ruoqiang, le xian autonome kazakh d'Aksay et la ville de Dunhuang (Gansu).

### Petite

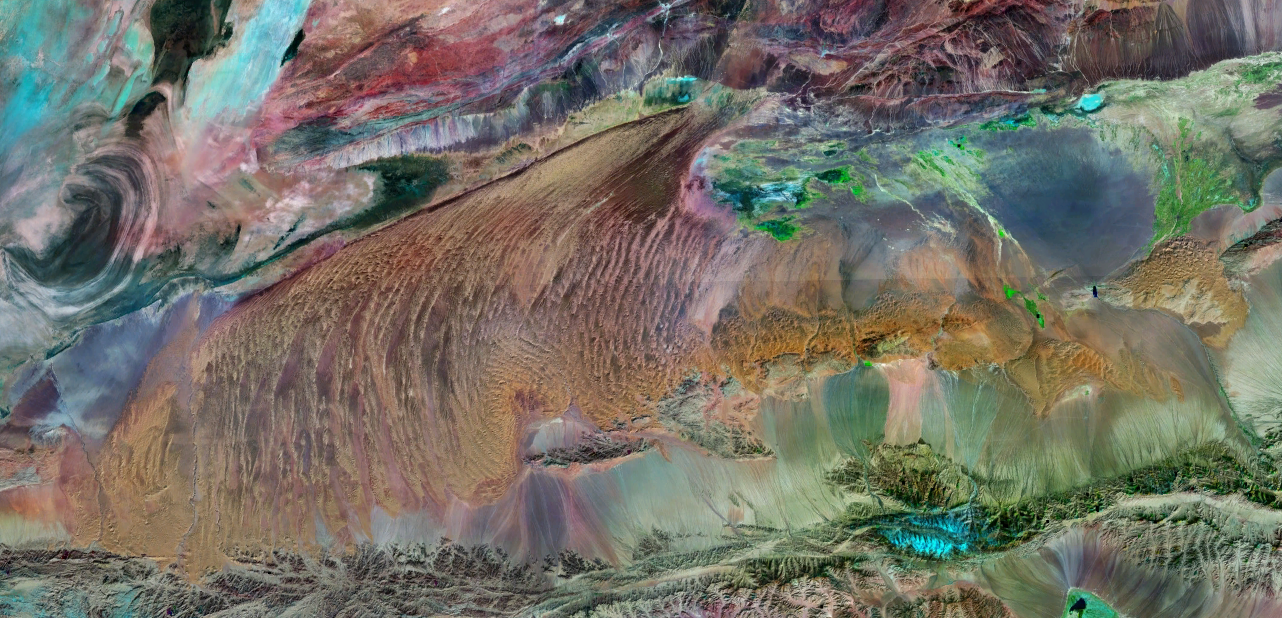
Image satellite du Kumtagh. La formation en frme d'oreille à gauche est le Lob Nor ; la chaîne de montagnes longeant le bas de la photo est l'Altyn-Tagh.

Une carte publiée par la National Geographic Society montre un Kumtagh beaucoup plus petit. Il s'agit d'un rectangle avec un coin nord-ouest au sud du Lob Nor, un bord sud le long de l'Altyn-Tagh et un bord est juste au-delà de la frontière du Gansu. Près de l'angle nord-est se trouve la Porte de Jade, souvent considérée comme l'extrémité occidentale de la Grande Muraille. Depuis l'espace, elle apparaît comme une ceinture de dunes de sable orange. Il s'agit probablement de la zone de 2500 kilomètres carrés mentionnée ci-dessous.

## Une désertification continue
Le désert de Kumtagh s'étend et menace d'engloutir des terres auparavant productives. Il y a un quelques d'années, la taille du désert était estimée à 2 500 km2, mais avec l'expansion récente, le désert de Kumtagh est déjà considérablement plus grand.
Le désert du Kumtagh poursuit un processus d'expansion qui est le résultat de siècles de surpâturage, qui dépasse sa capacité de charge. Selon un reportage de l'AFP de novembre 2007 : « L'expansion rapide du désert de Kumtagh et d'autres formations dunaires menace d'engloutir Yungang et d'autres sites archéologiques ». En outre, la désertification adjacente au désert de Kumtagh fait partie d'un problème plus vaste du nord de la Chine, où le taux actuel de désertification dépasse aujourd'hui  2 600 km2 par an. Pour atténuer la désertification, la ville de Dunhuang a imposé de sévères restrictions à l'immigration, ainsi qu'au développement de nouveaux puits d'eau ou à la construction de nouvelles fermes.

## Vents dominants et sables
Les vents dominants semblent être dans cette région des vents d'ouest et du nord-ouest pendant l'été, l'hiver et l'automne. Au printemps, où ils sont certainement plus violents, ils soufflent sans doute du nord-est, comme dans le désert de Lop. La disposition du sable ici correspond parfaitement à la loi établie par Grigori Potanine, selon laquelle, dans les bassins de l'Asie centrale, le sable est entassé en plus grande masse au sud, tout le long des chaînes de montagnes limitrophes où le fond des dépressions se trouve au niveau le plus élevé. Le pays situé au nord des chaînes désertiques est ainsi décrit sommairement par Sven Hedin : « À la première zone de sable dérivé succède une région qui présente des preuves de modelage éolien à une échelle extraordinairement énergique et bien développée, les résultats correspondant aux jardangs et aux ravins érodés par le vent du désert de Lop. Les deux ensembles de phénomènes sont parallèles entre eux, ce qui permet de déduire que les vents qui règnent dans les deux déserts sont les mêmes. Vient ensuite, nettement délimitée de la zone que nous venons de décrire, une steppe kamish plus ou moins mince, poussant sur un sol plat, suivie à son tour d'une autre ceinture de sable très étroite, immédiatement au sud d'Achik-kuduk. Enfin, à l'extrême nord, se trouve la ceinture caractéristique et nettement définie de la steppe kamish, qui s'étend de l'est-nord-est à l'ouest-sud-ouest et qui est délimitée au nord et au sud par des terrasses argileuses élevées et nettement découpées.
Aux points où nous les avons mesurés, la terrasse nord avait une hauteur de 34 m et la terrasse sud 260 m. (...) Les deux terrasses appartiennent au même niveau, et semblent correspondre aux lignes de rivage d'une grande baie du dernier vestige de la Méditerranée d'Asie centrale. Au point où je l'ai traversée, la dépression avait une largeur de 11 km et ressemblait donc à une vallée plate ou à un immense lit de rivière,. »
Les déplacements des sables du Kumtagh préoccupent les concepteurs du chemin de fer Golmud-Dunhuang (en), qui traversera la bordure orientale de ce désert dans la région de Shashangou, entre Dunhuang et la chaîne montagneuse Altyn-Tagh-Qilian. On craignait que les « mégadunes » caractéristiques de cette zone ne se déplacent et n'ensevelissent la voie ferrée. Cependant, les recherches géologiques ont montré que les mégadunes sont principalement formées par un sous-sol solide, et non par du sable. Bien que la question du sable dérivant reste posée, les experts pensent que le sable est principalement soufflé dans la direction de la future voie ferrée plutôt qu'en travers de celle-ci, et qu'il peut être manipulé avec certaines précautions.